# José Zahonero
José Zahonero de Torres y Díaz (Ávila, 1853 - Madrid, 1931), foi um escritor espanhol.

## Obras
- Zigzag, Madrid, 1881.
- Novelas cortas y alegres, 1887.
- Cuentos pequeñitos, Madrid 1887.
- Cuentecillos al aire, 1893.
- Pasos y cuentos, Madrid, 1903.
- Cuentos quiméricos y patrañosos (Madrid, 1914).
- Por un lunar 1884.
- La carnaza, 1885.
- El polvo del camino, Madrid, 1886.
- La vaina del espadín, 1887.
- Las estatuas vivas, mi mujer y el cura, 1888.
- La divisa verde, 1889
- Inocencia por inocencia, 1890.
- Barrabás, 1891.
- Bullanga,[2] 1890
- Contigo… pan y cebolla, Madrid, 1902
- Carne y alma, Madrid 1905.
- Cantarín cautivo, Madrid, 1906.
- Fray Muñeira, 1906.
- El señor obispo, novela (1915).
- Cabecita a pájaros, juguete cómico, 1915.
- La cabra tira al monte, juguete cómico, 1915.
- El enfermo a palos, juguete cómico (1915).
- Aventuras amorosas de un hombre de mundo.[2]

## Traduções
- La Biblia Contada a los Ninos (do holandês)[3]
- Agenesia y fecundidad en el Matrimonio[4]
- Iniciación a la psicologia dinamica[5]